# Bruno Prevedi
Bruno Prevedi (Revere, 21 dicembre 1928 – Milano, 12 gennaio 1988) è stato un tenore italiano.

## Biografia
Studiò a Mantova con Alberto Soresina e successivamente a Milano, alla scuola del Teatro alla Scala, con il maestro Vittore Veneziani, debuttando come baritono nel ruolo di Tonio in Pagliacci.
Nel 1959 fu tra i vincitori come tenore del prestigioso concorso As.Li.Co e nello stesso anno esordì nel nuovo registro a Milano in Cavalleria rusticana. Nel 1960 cantò al Teatro Eliseo di Roma in Madama Butterfly e successivamente al Teatro Nuovo di Milano in Adriana Lecouvreur.
Il successo arrivò rapidamente, tanto che l'anno successivo venne scritturato da teatri importanti come il San Carlo di Napoli, il Regio di Parma, il Liceu di Barcellona e l'Arena di Verona. Nel 1963 debuttò alla Scala nell'opera contemporanea Debora e Jaele di Ildebrando Pizzetti, seguita nel 1964 dalla Turandot con Birgit Nilsson (in tournée a Mosca) e dal Don Carlo inaugurale e nel 1965 da Norma con Leyla Gencer. Ancora nel 65 fu protagonista alla Royal Opera House di Londra di una nuova produzione de Il trovatore, con la regia di Luchino Visconti. 
Fu presente in seguito negli altri più prestigiosi teatri del mondo: Vienna, Berlino, Monaco di Baviera, Belgrado, Budapest, Mosca, Montréal, Metropolitan di New York, Chicago. Nel 1975 partecipò a una tournée in Sudafrica e successivamente in Venezuela. Collaborò con importanti direttori, come Claudio Abbado, Carlo Maria Giulini, Thomas Schippers.
Dal 1969 al 74 partecipò a una serie di registrazioni radiofoniche per la RAI. Incise alcune opere complete e un recital per la Decca.
Il ritiro dalle scene avvenne nel 1982 a Johannesburg con Norma, concludendo una carriera artistica non lunga, ma intensa, tanto che già agli inizi degli anni settanta il bel timbro vocale era parzialmente compromesso.

## Repertorio
- Ludwig van Beethoven
  - Fidelio (Florestan)
- Vincenzo Bellini
  - Norma (Pollione)
- Georges Bizet
  - Carmen (Don Josè)
- Arrigo Boito
  - Nerone (Nerone)

- Luigi Cherubini
  - Medea (Giasone)
- Francesco Cilea
  - Adriana Lecouvreur (Maurizio)

- Umberto Giordano
  - Andrea Chénier (Andrea Chénier)
  - Fedora (Loris)
- Ruggero Leoncavallo
  - Pagliacci (Canio)
- Modest Petrovič Musorgskij
  - Boris Godunov (Grigory)
- Ildebrando Pizzetti
  - Debora e Jaele (Azriél)
- Giacomo Puccini
  - La bohème (Rodolfo)
  - Tosca (Mario Cavaradossi)
  - Madama Butterfly (Pinkerton)
  - La fanciulla del West (Ramerrez)
  - Turandot (Calaf)
- Gaspare Spontini
  - La Vestale (Licinio)
  - Fernando Cortez (Fernando Cortez)
  - Agnese di Hohenstaufen (Enrico)
- Giuseppe Verdi
  - Nabucco (Ismaele)
  - I Lombardi alla prima crociata (Oronte)
  - Ernani (Ernani)
  - I due Foscari (Jacopo Foscari)
  - Macbeth (Macduff)
  - Il trovatore (Manrico)
  - La traviata (Alfredo)
  - Simon Boccanegra (Gabriele Adorno)
  - Un ballo in maschera (Riccardo)
  - La forza del destino (Alvaro)
  - Don Carlo (Don Carlo)
  - Aida (Radames)

## Discografia

### Incisioni in studio
- Nabucco, Tito Gobbi, Elena Suliotis, Carlo Cava, Bruno Prevedi, Anna D'Auria. Orchestra e Coro della Wiener Staatsoper, direttore Lamberto Gardelli – Decca 1965
- Macbeth, Giuseppe Taddei, Birgit Nilsson, Bruno Prevedi, Giovanni Foiani. Orchestra e Coro dell'Accademia di Santa Cecilia di Roma, direttore Thomas Schippers – Decca 1965
- Medea, Gwyneth Jones, Bruno Prevedi, Pilar Lorengar, Dora Carral, Giovanni Foiani, Giuliana Tavolaccini. Coro e Orchestra dell'Accademia di Santa Cecilia di Roma, direttore Lamberto Gardelli – Decca 1967.

### Registrazioni dal vivo
- Turandot, Amy Shuard, Bruno Prevedi, Raina Kabaivanska, Joseph Rouleau. Orchestra e Coro della Royal Opera House di Londra, direttore Edward Downes. 1963, ed. Opera Lovers
- Turandot, Birgit Nilsson, Bruno Prevedi, Gabriella Tucci, Nicola Zaccaria. Orchestra e coro del Teatro alla Scala, direttore Gianandrea Gavazzeni. Mosca 1964, ed. Melodija/Opera Lovers
- Norma, Leyla Gencer, Bruno Prevedi, Adriana Lazzarini, direttore Bruno Bartoletti. Buenos Aires 1964,  ed. Lyric Distribution
- Il trovatore, Bruno Prevedi, Gwyneth Jones, Giulietta Simionato, Peter Glossop. Orchestra e coro della Royal Opera House di Londra, direttore Carlo Maria Giulini. 1965, ed. Legendary Recordings/Opera Lovers
- Il trovatore, Bruno Prevedi, Gabriella Tucci, Robert Merrill, Biserka Cvejic, Bonaldo Giaiotti - Orchestra e coro del Metropolitan, direttore Georges Prêtre. 1965, ed. House of Opera
- Don Carlo, Bruno Prevedi, Jerome Hines, Ettore Bastianini, Martina Arroyo, Biserka Cvejic - Orchestra e coro del Metropolitan, direttore Thomas Schippers. 1965, ed. House of Opera
- Don Carlo, Bruno Prevedi, Boris Christoff, Peter Glossop, Gwyneth Jones, Rita Gorr - Orchestra e coro del Covent Garden, direttore Edward Downes. 1966, ed. House of Operaù
- Medea, Magda Olivero, Bruno Prevedi, Graziella Sciutti, Bianca Maria Casoni, opera di Dallas, direttore Nicola Rescigno. 1967, ed. GOP
- Ernani, Bruno Prevedi, Montserrat Caballé, Boris Christoff, Peter Glossop. Orchestra e Coro della RAI di Milano, direttore Gianandrea Gavazzeni. 1968, ed. Nuova Era/Opera D'Oro
- Un ballo in maschera, Brno Prevedi, Leontyne Price, Robert Merrill, Nell Rankin, Metropolitan, dir. Thomas Schippers. 1968 ed. Opera Lovers
- Don Carlo, Bruno Prevedi, Nicolai Ghiaurov, Rita Orlandi Malaspina, Piero Cappuccilli, Fiorenza Cossotto, Martti Talvela. Orchestra e Coro del Teatro alla Scala di Milano, direttore Claudio Abbado. 1968, ed. Melodram/Cetra/Opera D'Oro
- Don Carlo, Bruno Prevedi, Nicolai Ghiaurov, Leyla Gencer, Sesto Bruscantini, Fiorenza Cossotto. Orchestra e coro del Teatro dell'Opera di Roma, direttore Fernando Previtali. 1968, ed. Melodram/GOP
- Don Carlo, Bruno Prevedi, Nicolai Ghiaurov, Piero Cappuccilli, Teresa Zylis-Gara, Fiorenza Cossotto. Orchestra e coro della RAI di Roma, direttore Thomas Schippers. 1969, ed. Memories/Myto
- Norma, Montserrat Caballé, Bruno Prevedi, Fiorenza Cossotto, Ivo Vinco. Orchestra e Coro del Gran Teatre del Liceu di Barcellona, direttore Carlo Felice Cillario. 1970, ed. Melodram.
- Agnese di Hoenstaufen, Montserrat Caballé, Bruno Prevedi, Antonietta Stella, Sesto Bruscantini, Walter Alberti. Orchestra della RAI di Roma, direttore Riccardo Muti. 1970, ed. Foyer/Myto/Opera D'Oro.
- I due Foscari, Bruno Prevedi, Renato Bruson, Linda Vajna. Orchestra e Coro della RAI di Torino, direttore Maurizio Rinaldi. 1971, ed. Bongiovanni.
- Attila, Ruggero Raimondi, Luisa Maragliano, Renato Bruson, Bruno Prevedi. Orchestra del Teatro Massimo di Palermo, direttore Giuseppe Patanè. 1972, ed. Charles Handelman
- Fernando Cortez, Bruno Prevedi, Angeles Gulin, Aldo Bottion, Luigi Roni. Orchestra e Coro della RAI di Torino, direttore Lovro von Matačić. 1974, ed. Arkadia.
- Nerone, Bruno Prevedi, Ilva Ligabue, Agostino Ferrin, Alessandro Cassis, Antonio Zerbini. Orchestra e Coro della RAI di Torino, direttore Gianandrea Gavazzeni. 1975, ed. Bongiovanni/Living Stage.